# Волтаго (Белуно)
Волтаго је насеље у Италији у округу Белуно, региону Венето.
Према процени из 2011. у насељу је живело 470 становника. Насеље се налази на надморској висини од 852 м.